# Dezalkilezés
Dezalkilezés: alkil-aromás vegyületekből termikus vagy katalitikus úton történő aromás előállítási eljárás.
Míg a kőszénből előállított C6-8 aromások aránya körülbelül megfelel az egyes aromás vegyületek iránt megnyilvánuló kereskedelmi igényeknek, a kőolajból előállított aromások aránya legtöbbször nem megfelelő, általában túl sok toluol és kevés benzol keletkezik. Ezért az utóbbi időkben megnőtt a dezalkilezés jelentősége, mind több toluolból állítanak elő benzolt.